# Ruinen von Sanxay
Die Ruinen von Sanxay sind die Überreste eines gallo-römischen Kur- und Kult-Zentrums in Frankreich, das ab dem 1. Jahrhundert n. Chr. errichtet und bis in das 4. Jahrhundert hinein betrieben wurde. Die Ausgrabungsstätten sind für Publikum zugänglich und befinden sich auf dem Gebiet der Gemeinde Sanxay im Département Vienne der Région Nouvelle-Aquitaine, etwa 35 Kilometer südwestlich von Poitiers, direkt an den Ufern beidseitig der Vonne.

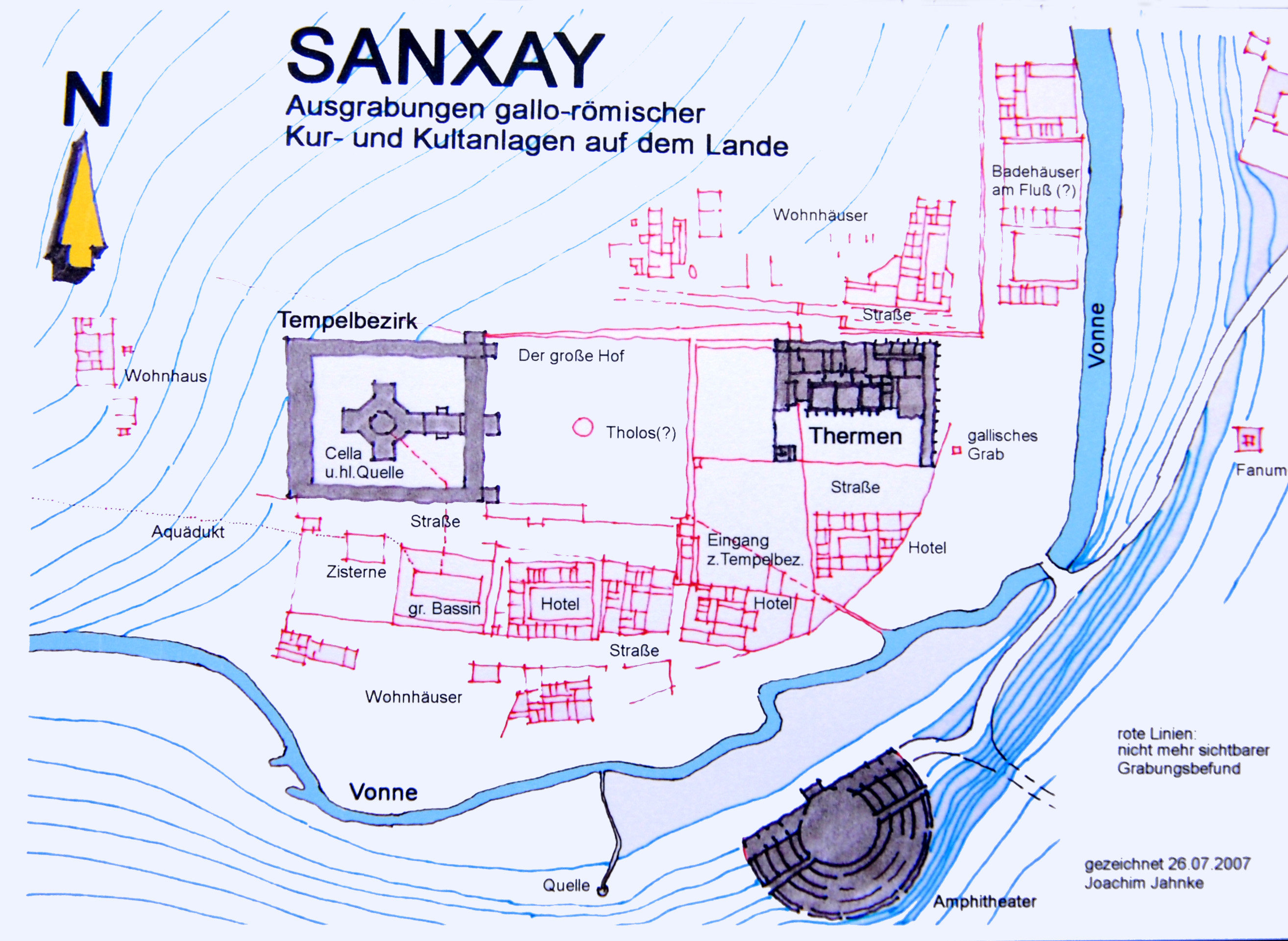
Ausgrabungen gallo-römischer Kur- und Kultstätten

## Ausgrabungen

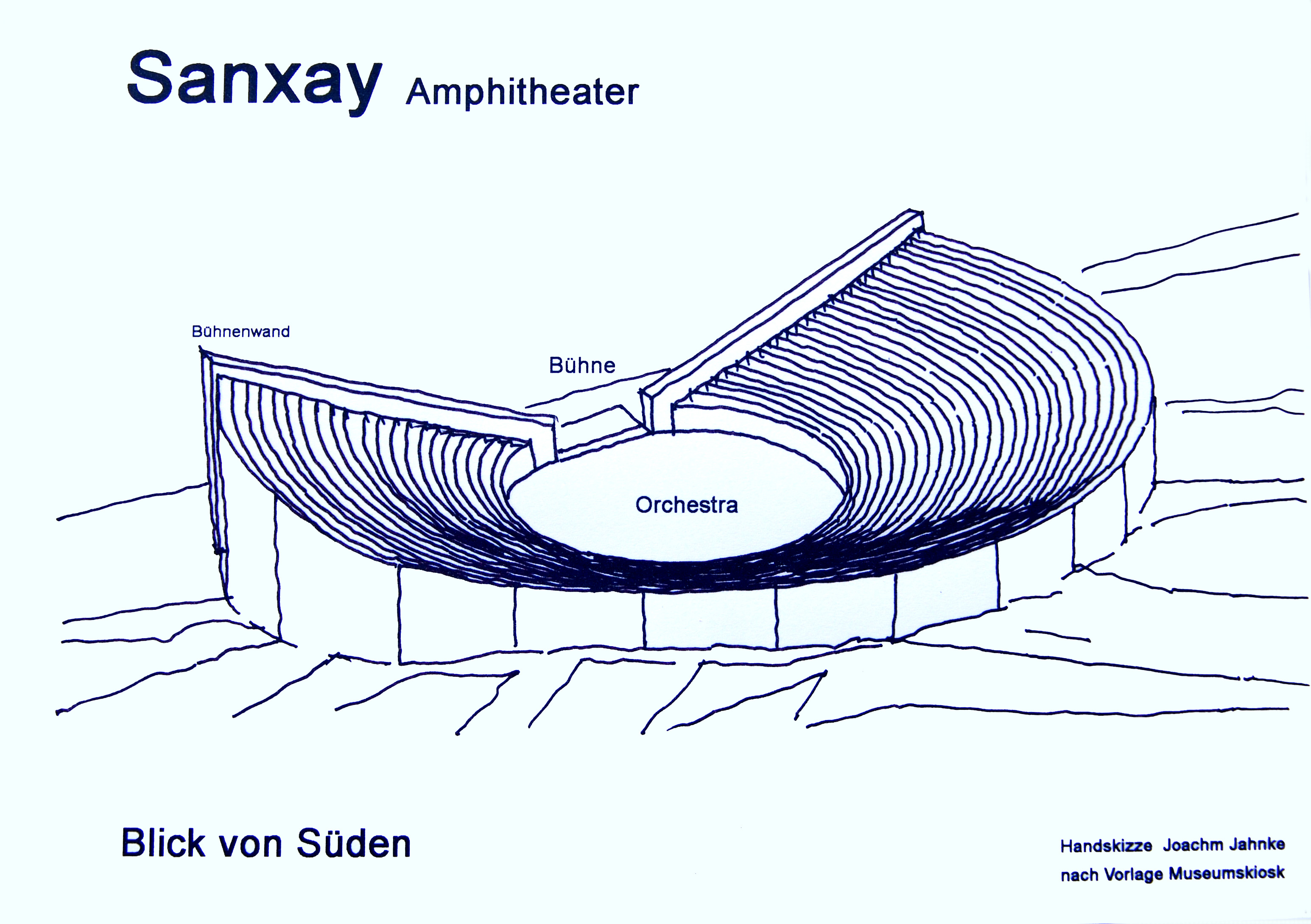
Amphitheater, Blick von Süden (Rekonstruktion)

Nach dem 4. Jahrhundert n. Chr. verfiel die Anlage mit ihren Kurgebäuden und Kultanlagen, da sie durch die Christianisierung immer weniger frequentiert wurden.
Der belgische Jesuit und passionierte Archäologe Pater Camille de la Croix führte ab 1881 die ersten Ausgrabungen durch, die sich über ca. 15 ha erstreckten und 3 Jahre andauerten. Wegen des Mangels an Geld konnte er nur die drei Hauptanlagen, nämlich das Amphitheater, die Kurthermen und den Tempelbezirk, für die Besichtigung erhalten. Erwähnt wird diese Ausgrabung bereits in der 1888 erschienenen Meyers-Enzyklopädie.
Außer durch Pater Camille de la Croix wurden noch weitere Ausgrabungen durch J. Simionoff (1970) und J.-C. Colin (1990) als Grabungsleiter durchgeführt. Dabei kamen folgende, heute nicht mehr sichtbare Funde zu Tage: Zwischen und neben den Hauptgebäuden gruppierten sich Wohnhaus-Siedlungen, in denen vielleicht Bedienstete untergebracht waren, und andere Gebäude, wie die der Hotellerie, zur Unterkunft der Kurgäste. Außerdem wurden die für den Betrieb einer solchen Anlage benötigten Ver- und Entsorgungsanlagen identifiziert, wie Straßen, Plätze, Aquädukte, Wasserleitungen, Wasser-Reservoirs und Abwasserkanäle.
Etwas abseits der Bauwerke, auf der rechten Seite der Vonne, existierte ein kleines Heiligtum, ein Fanum.
Galerie Amphitheater

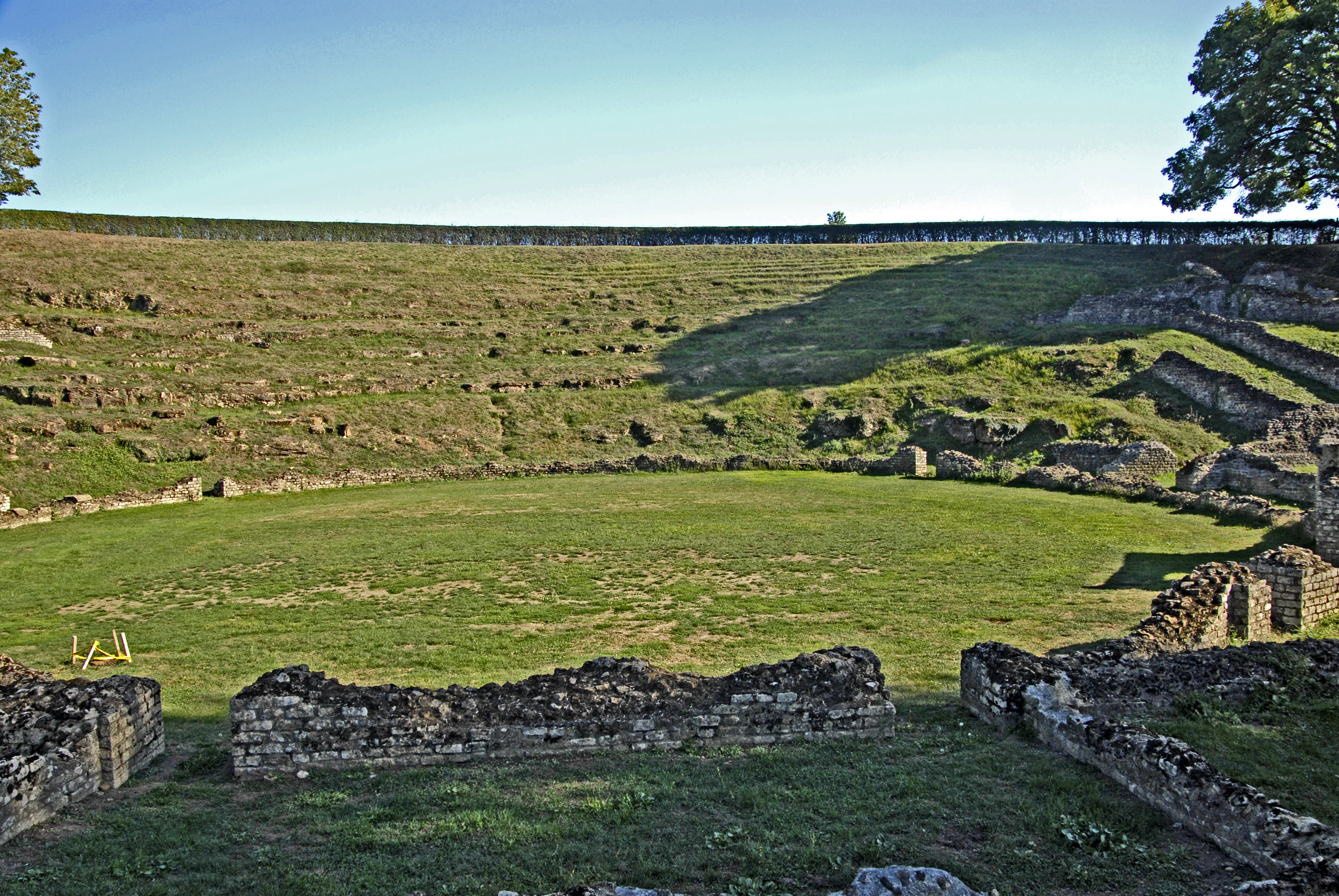
Orchestra von Bühne
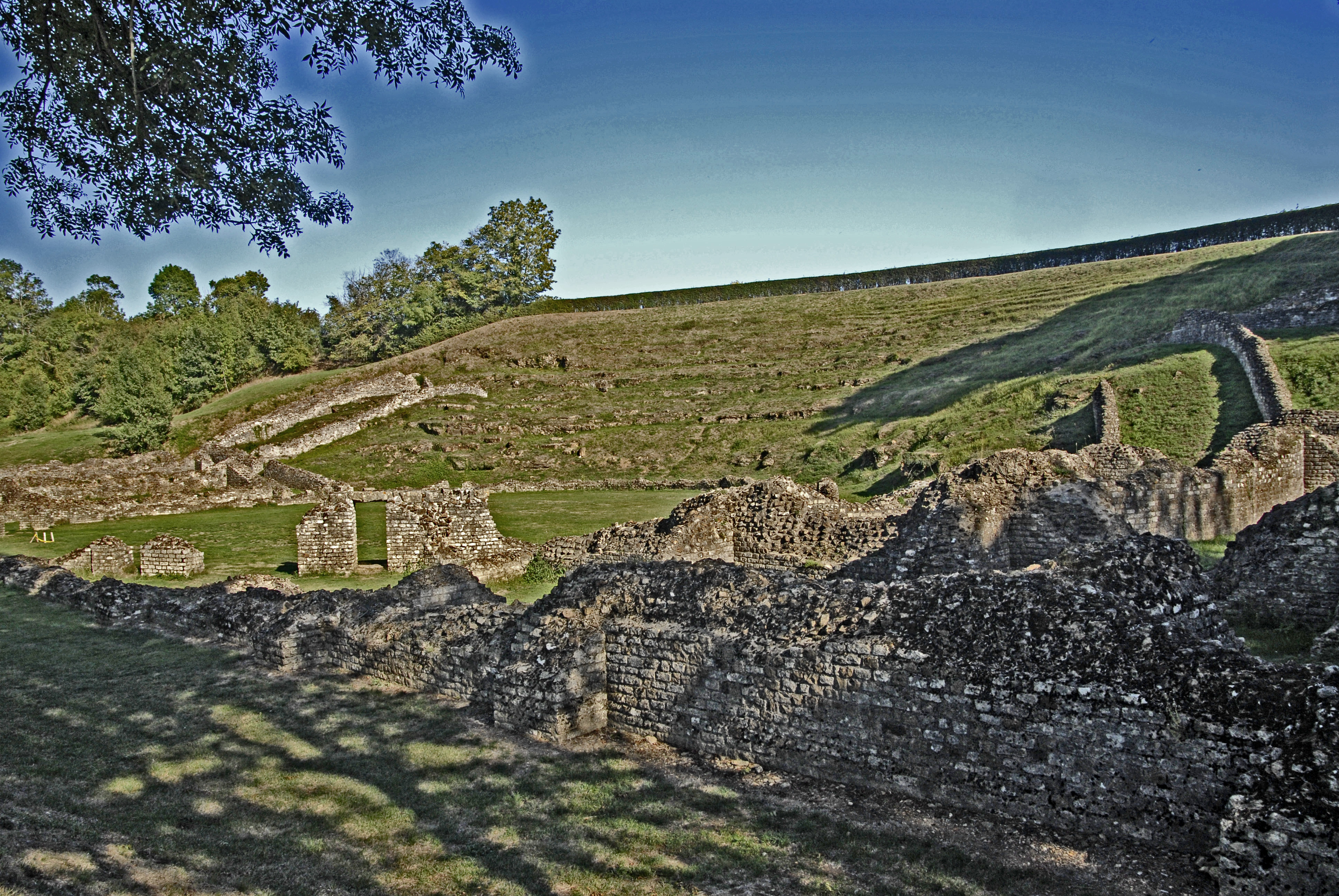
Überblick von Nord-West
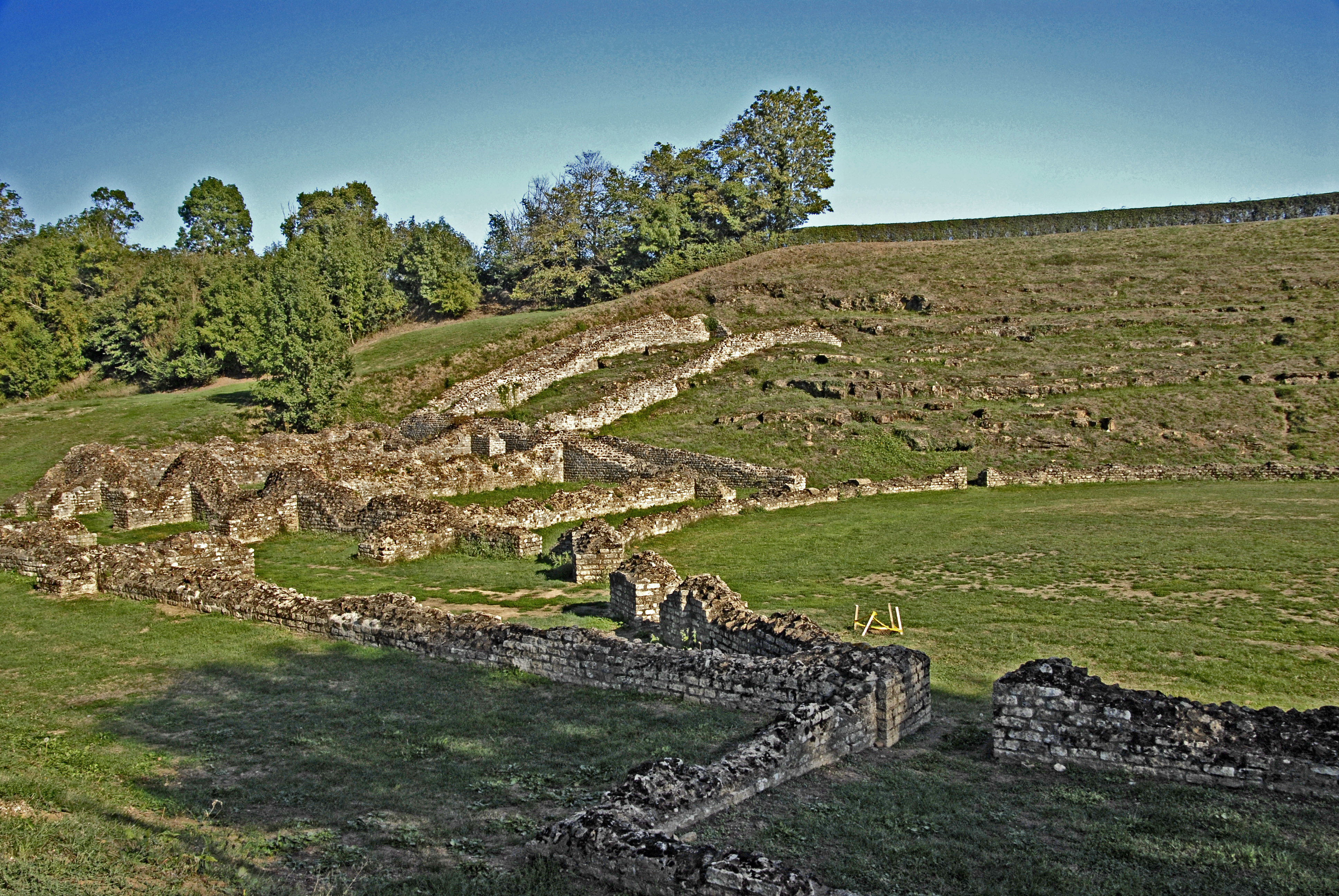
Nord-Ost-Bereich, unten Bühne und Bühnenwand
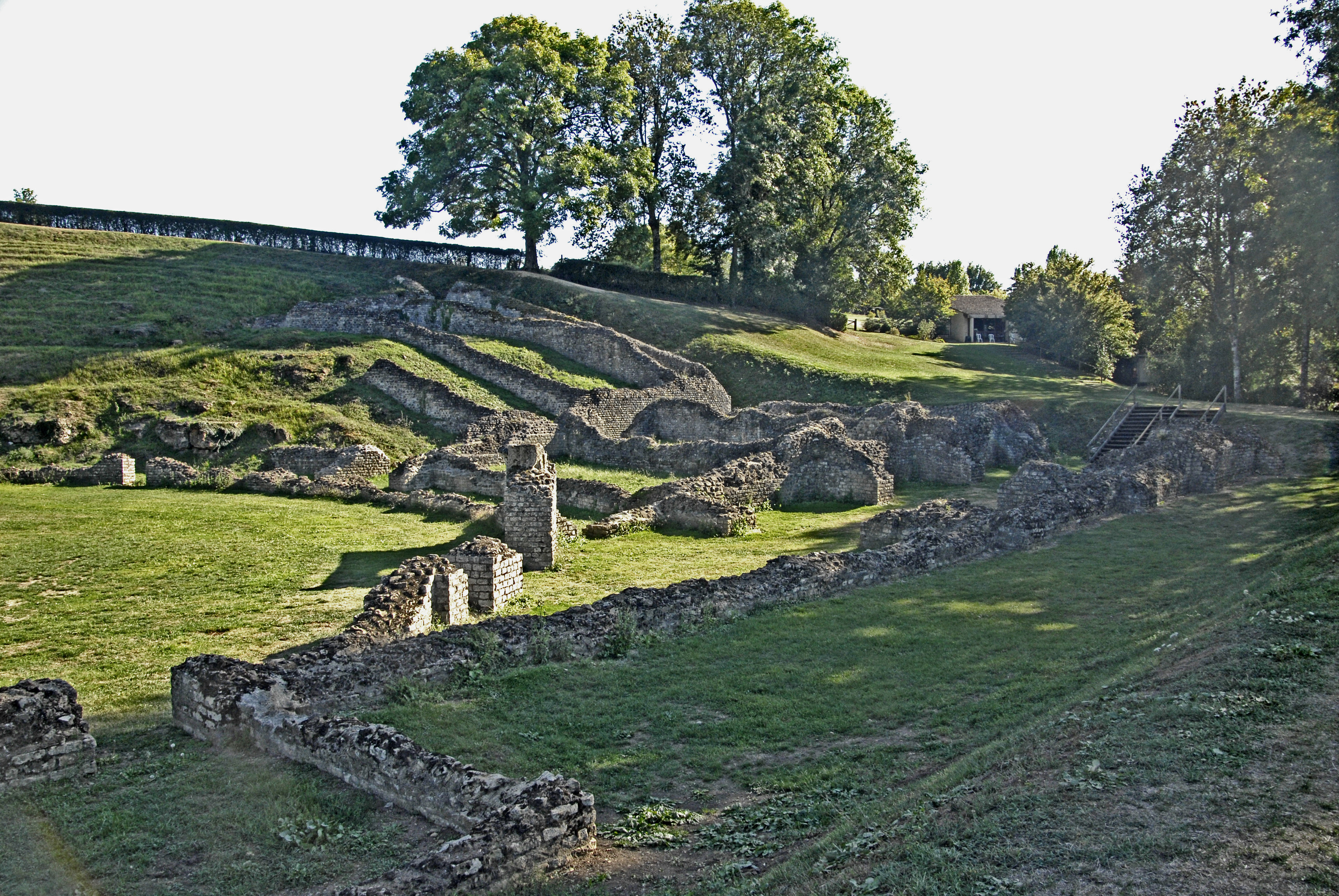
Süd-West-Bereich, unten Bühne und Bühnenwand

## Amphitheater

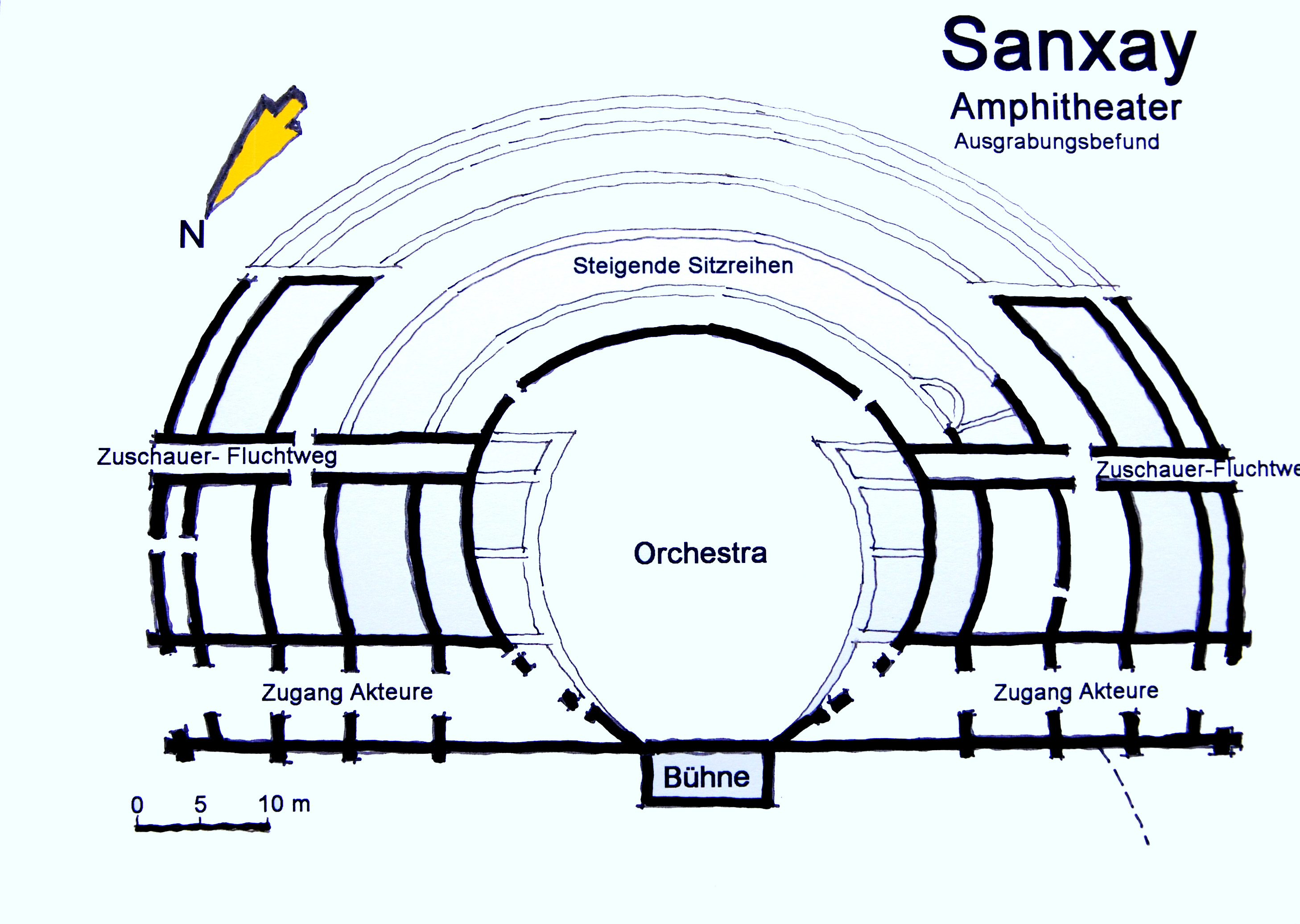
Amphitheater, Grabungsbefunde

Das Amphitheater (und das Fanum), das fast alleinige Gebäude am rechten Ufer der Vonne, wurde in die natürliche Topografie des 13 Meter hohen Berghangs gebaut. Die Orchestra ist nicht wie sonst üblich oval, sondern kreisförmig, mit 30 m Durchmesser und wird von den nach außen ansteigenden Sitzreihen kreisförmig umschlossen. Die oberste Einfassung misst knapp 90 Meter Durchmesser. Die Bühne befindet sich außerhalb des Orchestra-Kreises. Die Verlängerungen der Bühnenwand bilden den senkrechten Abschluss der daran endenden Sitzreihen. Der Zugang zu den Sitzreihen verläuft nicht strahlenförmig in Richtung Orchestra-Mittelpunkt, sondern parallel zur Bühnenwand. Das Amphitheater bot Sitzplätze für ca. 6.500 Zuschauer.
Die unterste Sitztribüne ist gegenüber dem Orchestra-Niveau erhöht. Das deutet darauf hin, dass neben Pantomimenspielen und Theater-Aufführungen auch Gladiatoren- und Tierkämpfe mit auf dem Programm standen.

## Kurthermen

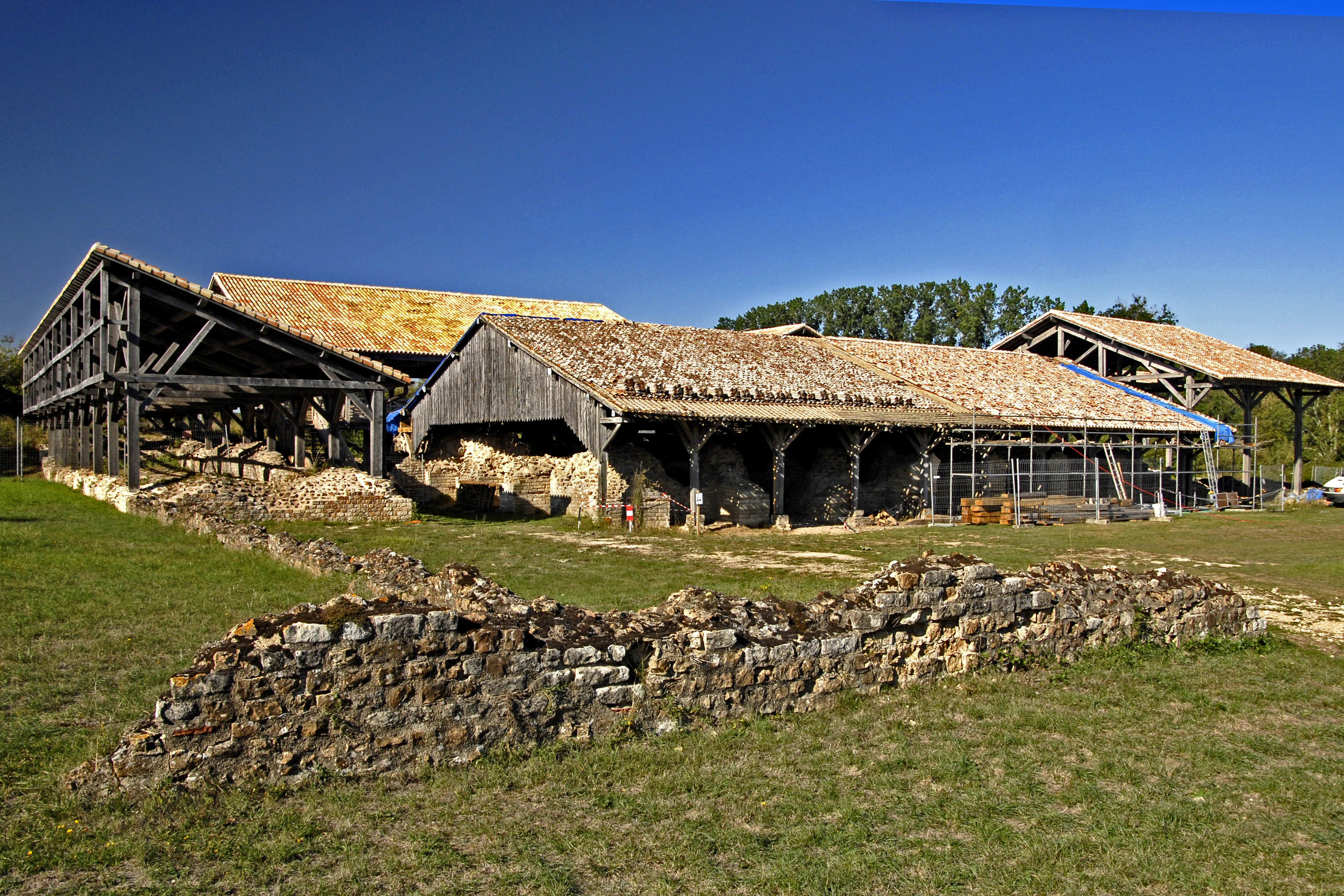
Kurthermen, Überblick von Süd-West, Schutzdächer, links Natatio

Seit 1889 sind die Ruinen der Thermalbäder auf dem linken Ufer der Vonne durch Überdachungen gegen Witterungseinflüsse geschützt. Die heutigen Dächer und Laufstege sind jüngeren Datums.
Die ältesten Bauteile sind im rückwärtigen Bereich die Reste der Grundmauern von Kultstätten bzw. eines Tempels mit zwei identischen Sälen, aus dem 1. Viertel des 1. Jahrhunderts. Im nachfolgenden Jahrhundert sind diese Tempelbauten in Thermalbäder umgebaut worden.
Im zentralen Bereich des Badekomplexes befinden sich die zuletzt erbauten Thermalbäder, eine Erweiterung aus dem 3. bis frühen 4. Jahrhundert, deren Wände teilweise noch bis zu einer Höhe von 4 Metern stehen.

### Sudatorium

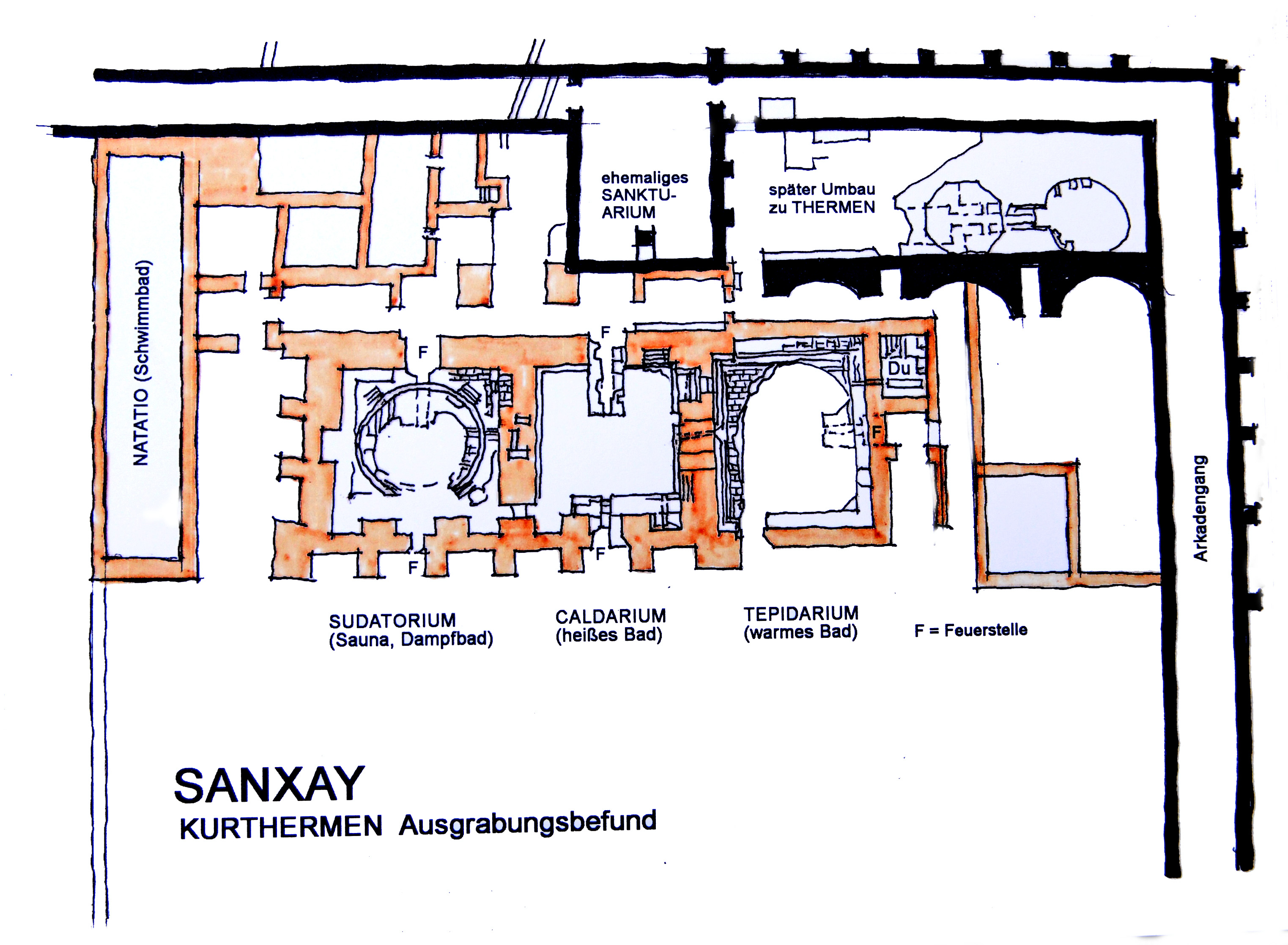
Kurthermen, Ausgrabungsbefund

Das Sudatorium ist eine Sauna oder ein Dampfbad. Der Hohlraum unter dem kreisrunden Wasserbecken wurde durch Heißluft erhitzt, die von zwei sich gegenüber angeordneten Feuerstellen (Prefurnia) außerhalb des Badraumes stammt, gelegen unter dem heutigen Zugang und dessen gegenüberliegendem Durchlass. Vom Beckenboden aus wasserdichtem Mörtel sind Überreste erhalten. Er hatte einen polierten Kalksteinplattenbelag, von dem Spuren zu erkennen sind. Das Material stammt aus der örtlichen Gegend. Vier Öffnungen in den Baderaumwänden erlaubten der Heißluft, sie zu durchströmen und damit zu erhitzen. In den Raumecken gab es vier Treppen, über die man ins Wasser steigen konnte. Davon sind noch drei Ansätze zu erkennen.

### Caldarium
Vom Heißwasserbad existieren, abgesehen von den Raumumfassungswänden, nur noch wenige Spuren. So sind Reste der Hypokausten zu sehen, Heißluftkanäle aus Ziegeln, durch die der Boden des Caldariums erhitzt wurde. Es gab auch zwei gegenüberliegende Heißlufteintrittsöffnungen, so wie beim Sudatorium.

### Tepidarium
Vom Kalkstein-Bodenbelag des Warmwasserbades sind größere Flächen der Randbereiche erhalten. Zu erkennen ist der Aufbau, mit der Schichtung (von unten nach oben): Gebrannte Ziegel, grober römischer wasserdichter Mörtel, Kalksteinplattenbelag. Außerdem sind Stellen zu sehen, an denen die Säulen standen, die den Beckenboden trugen. An einer Wand befindet sich die mit Ziegeln überwölbte Einströmöffnung der Heißluft, die von der Feuerstelle (Prefurnia) im Nebenraum kommt.
Ein kleiner Raum nebenan war ein Duschraum, über eine Treppe erreichbar. In ihn wurde überschüssiges Warmwasser des Tepidariums geleitet.

### Natatio
Am westlichen Rand des Badekomplexes befinden sich die Überreste eines 25 × 5 Meter großen unbeheizten Schwimmbeckens, ein Natatio.
Galerie Kurthermen

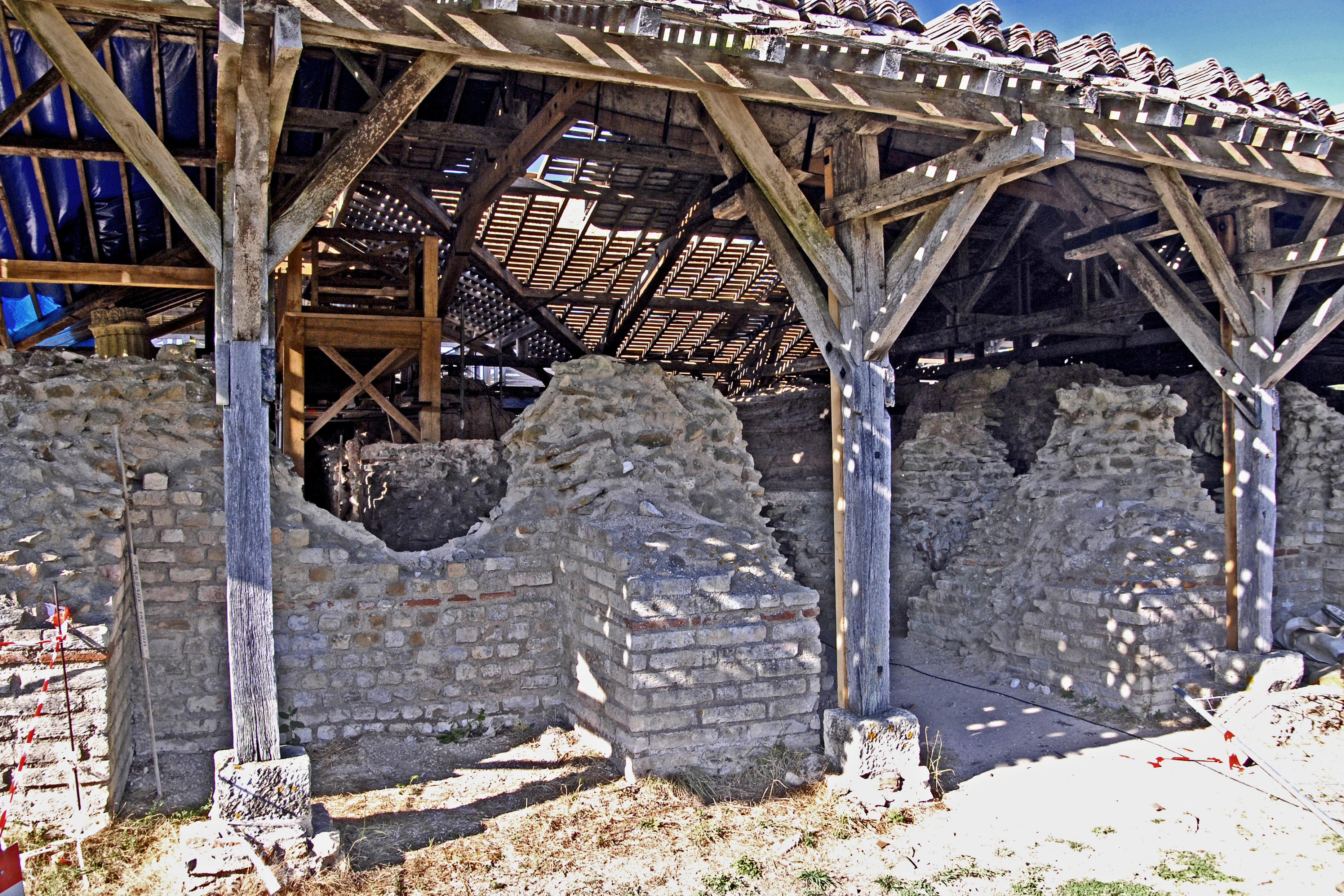
Vorderseite mit Arkaden
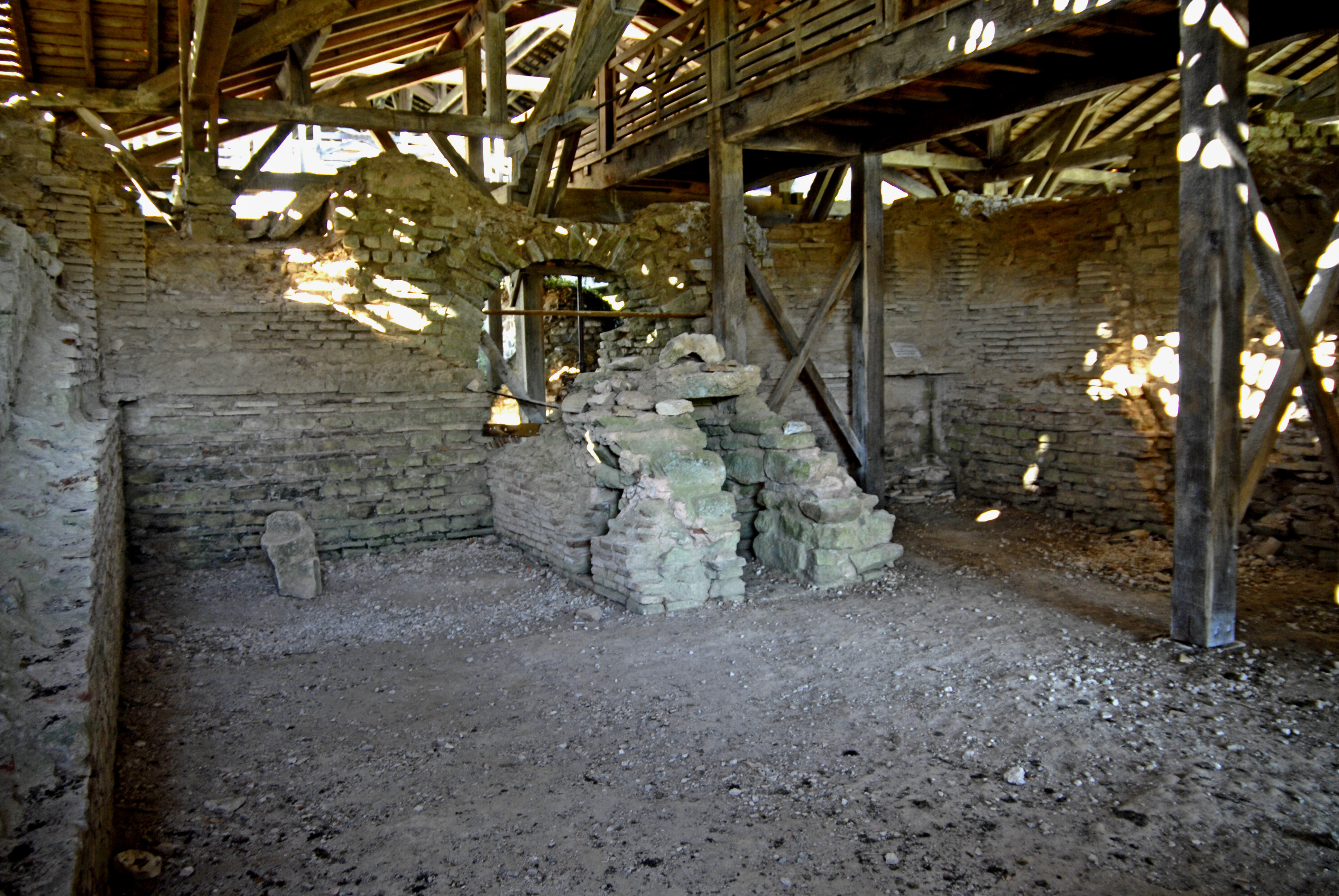
Caldarium, Heißluftdurchlass
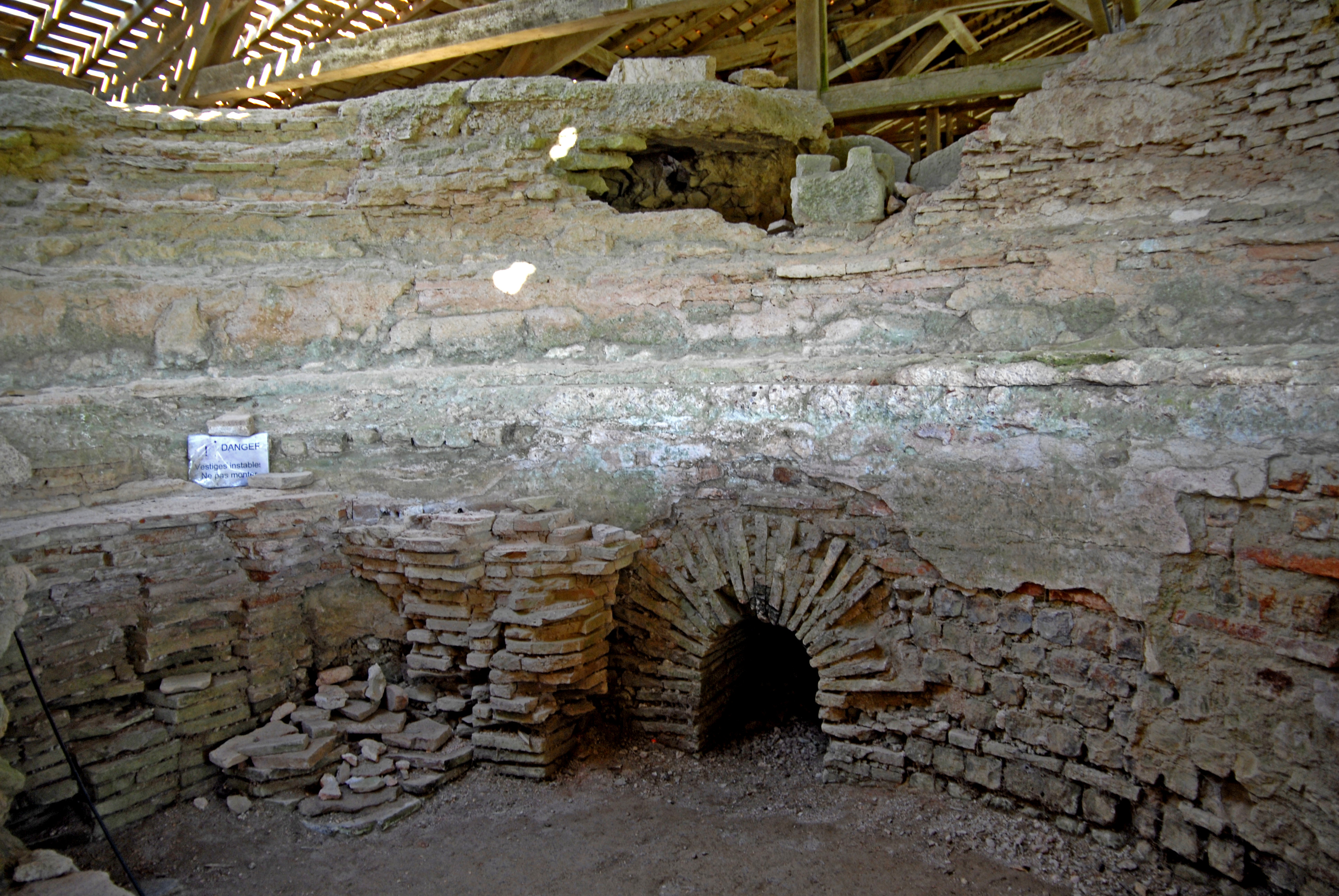
Tepidarium mit Heißlufteinlass
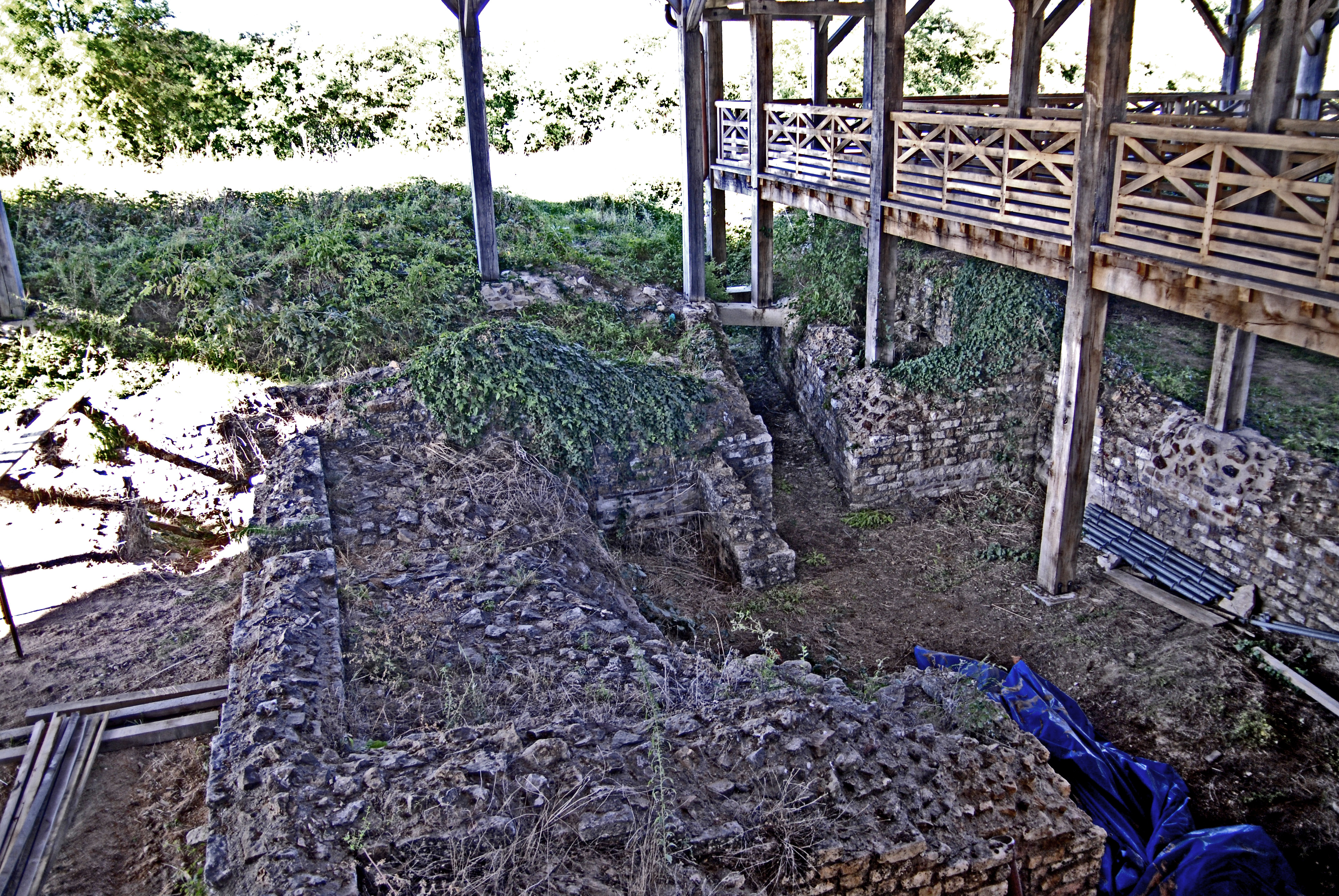
Ältere Kultstätte, später in Thermen umgebaut

## Tempelbezirk

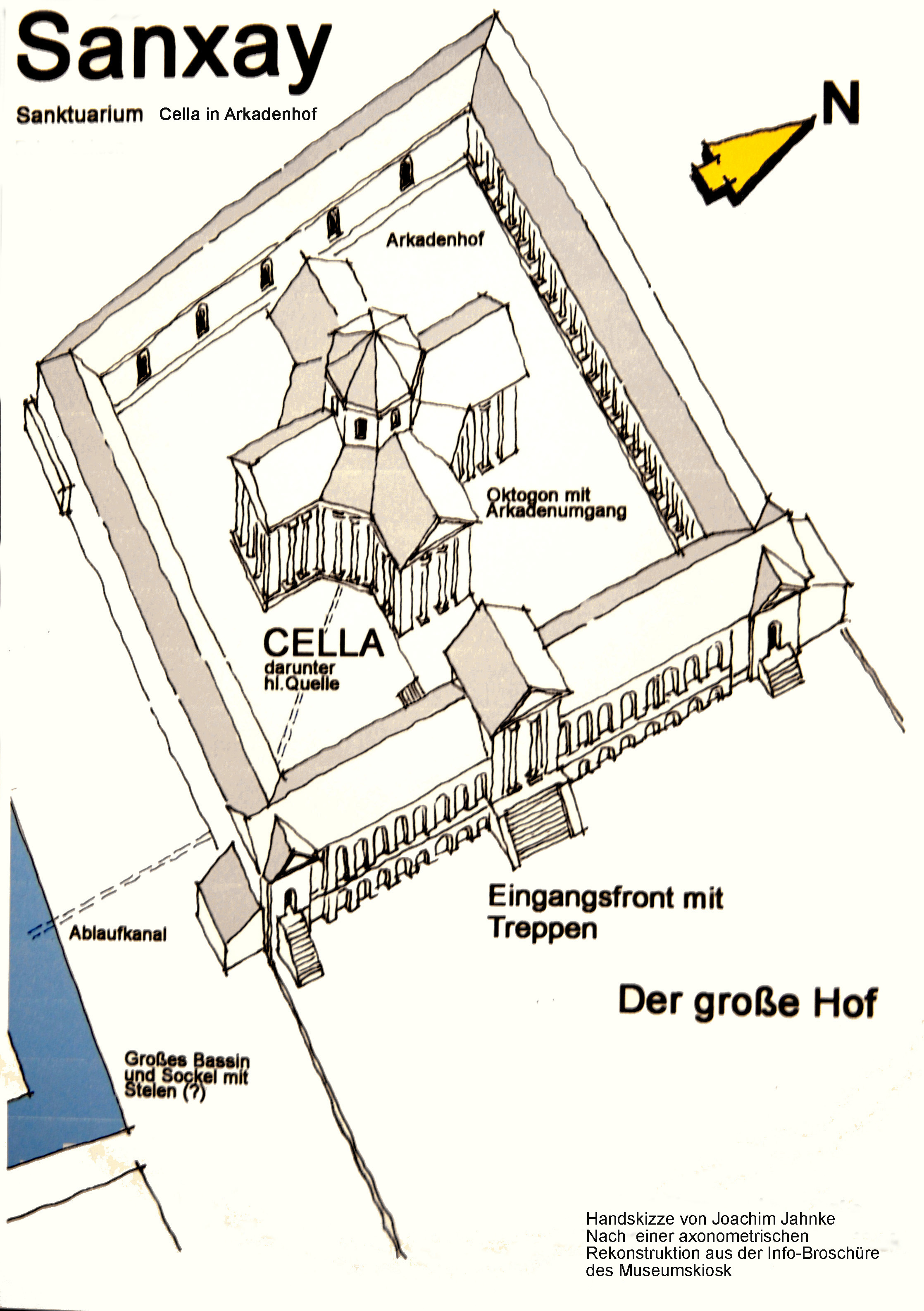
Tempelbezirk

Auf dem linken Ufer der Vonne und mit derselben Ausrichtung wie die Thermen (Ost-West), aber durch große Freiflächen räumlich voneinander getrennt, wurden die spärlichen Reste des Tempelbezirks entdeckt und freigelegt. Seine große Ausdehnung, ca. 80 m im Quadrat, lässt auf monumentale Bauten schließen, deren Errichtung in die erste Hälfte des 1. Jahrhunderts datiert wird. Es existierten hier nur noch Reste der Grundmauern.
Die eigentliche Kultstätte, der Tempel, aus einer oktogonalen Cella, umschlossen von einer kreuzförmigen Galerie, befand sich inmitten eines fast quadratischen ebenen Hofes, der rundum von vier überdachten, hofseitig offenen und auf gleicher Höhe angeordneten Galeriegängen umgeben war. Das umgebende Gelände fiel in Richtung Süd-Ost ab, so dass der südliche (straßenseitige) und östliche (zum Nachbarplatz weisende) Gang unterkellert werden musste. Die östliche Galerie war dementsprechend nach außen hin zweigeschossig (mit Souterrain) und als hohe offene Fassadenfront mit drei Eingängen ausgestaltet, zu denen drei Treppenanlagen hinaufführten. Über sie erhielten die Kurpilger Einlass in die heilige Zone auf die obere Ebene des Hofes, der Galerien und des Tempels.
Der Ursprung des Heiligtums war vermutlich keltisch. Es diente der Verehrung einer heiligen Mineralquelle, die unterhalb der Fundamente der Cella gefasst wurde. Ihr Wasser wurde über einen mannshohen unterirdischen Kanal unterhalb des Hofbodens und dem südlichen Arkadengang hindurch nach draußen und dann in ein jenseits der Hauptstraße liegendes großes Bassin geleitet. Im Bereich des Kanals wurde 1992 ein Kalkstein mit den Gravuren POL (APOLLON) und der Darstellung eines Exvotos „MERKUR“ freigelegt.

### Der große Hof
Dem Tempelbezirk vermutlich zuzuordnen ist die östlich unmittelbar angrenzende rechteckige Freifläche, ca. 90 × 100 m groß. Sie wurde eingefasst von der Eingangsfassade des Tempelbezirks und auf den übrigen drei Seiten von Monumentalmauern. In der Mitte des Platzes, die sich gleichzeitig in der Achse des Tempels befindet, hat Pater Camille ein rundes Gebäude mit einem Durchmesser von 7,40 m festgestellt. Er definierte es als einen Tholos, einem kleinen, runden Tempel mit kegelförmigem Dach. Der Platz wird von anderen als Forum ohne kultische Zwecke gedeutet.
Die Ausmaße des Hofs und seine sorgfältige Umschließung lassen eher eine nicht-profane Aufgabe des Platzes und seine Zuordnung zum Tempelheiligtum als zutreffend erscheinen. Auf dem großen Hof vor der imposanten Eingangsfassade, die die Bedeutung der Heiligtümer unterstrich, konnten sich immerhin 7000–8000 Pilger versammeln.
Galerie Tempelbezirk

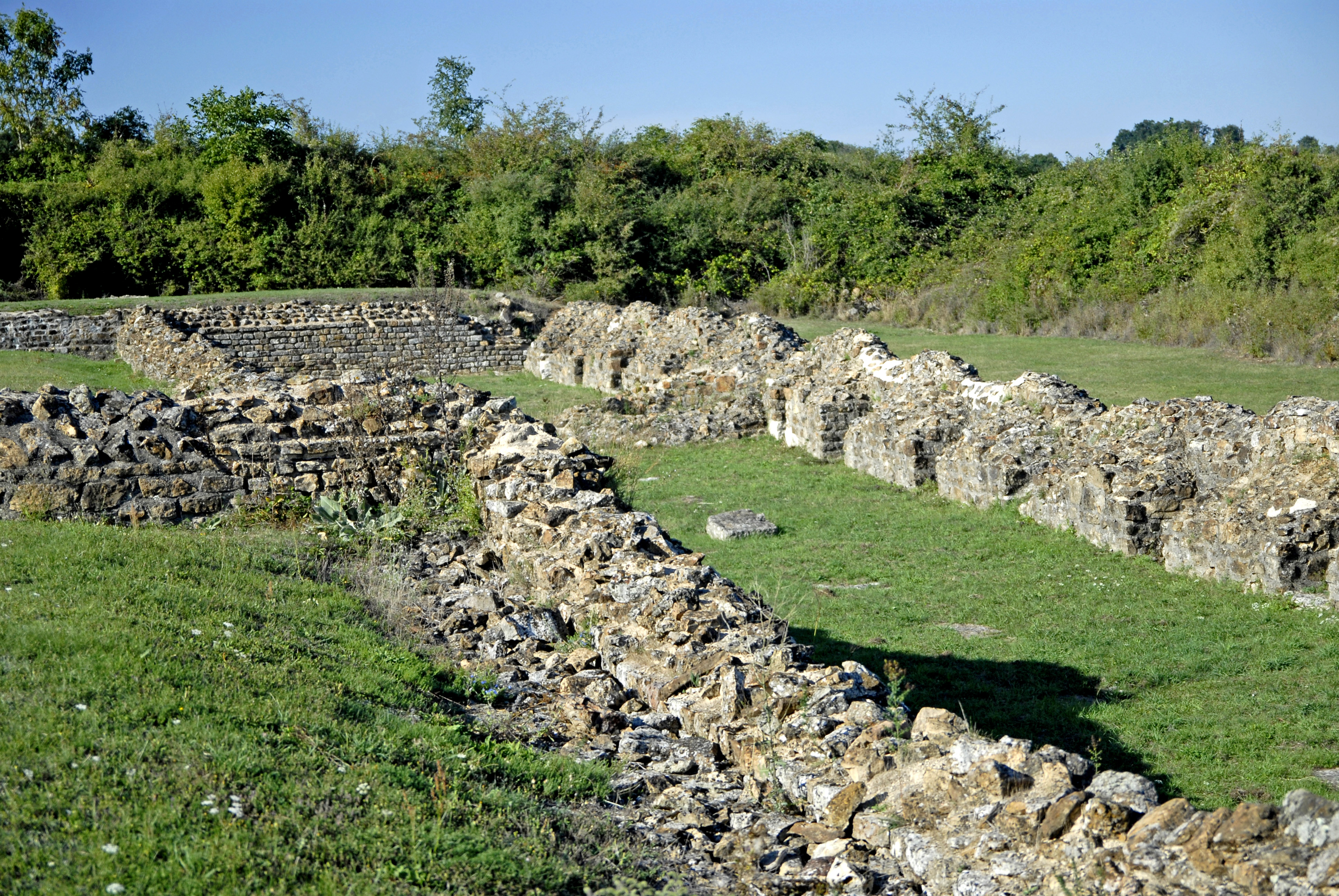
NO-Ecke des Arkadenumgangs
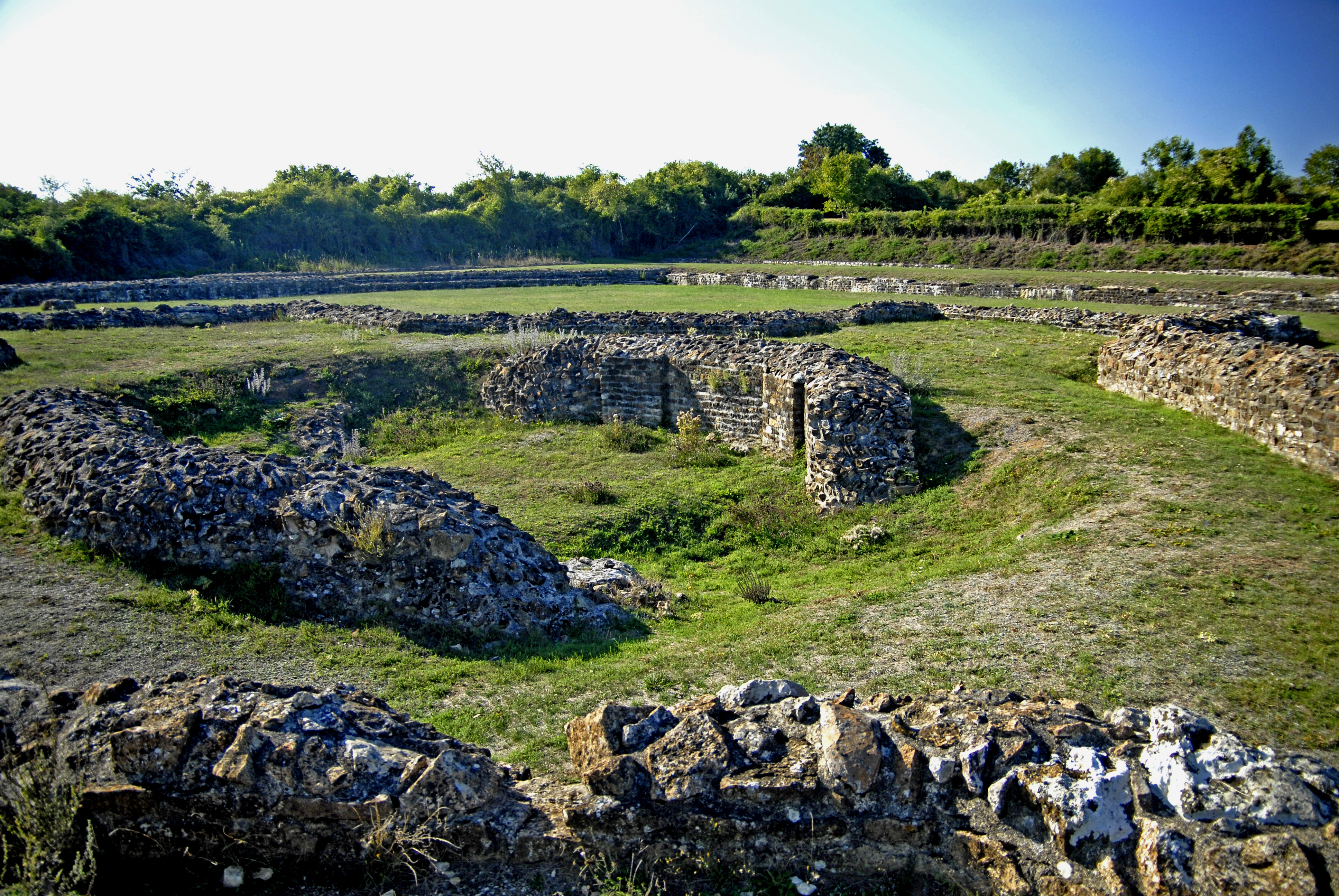
CELLA, Oktogon mit Quellfassung, von SW
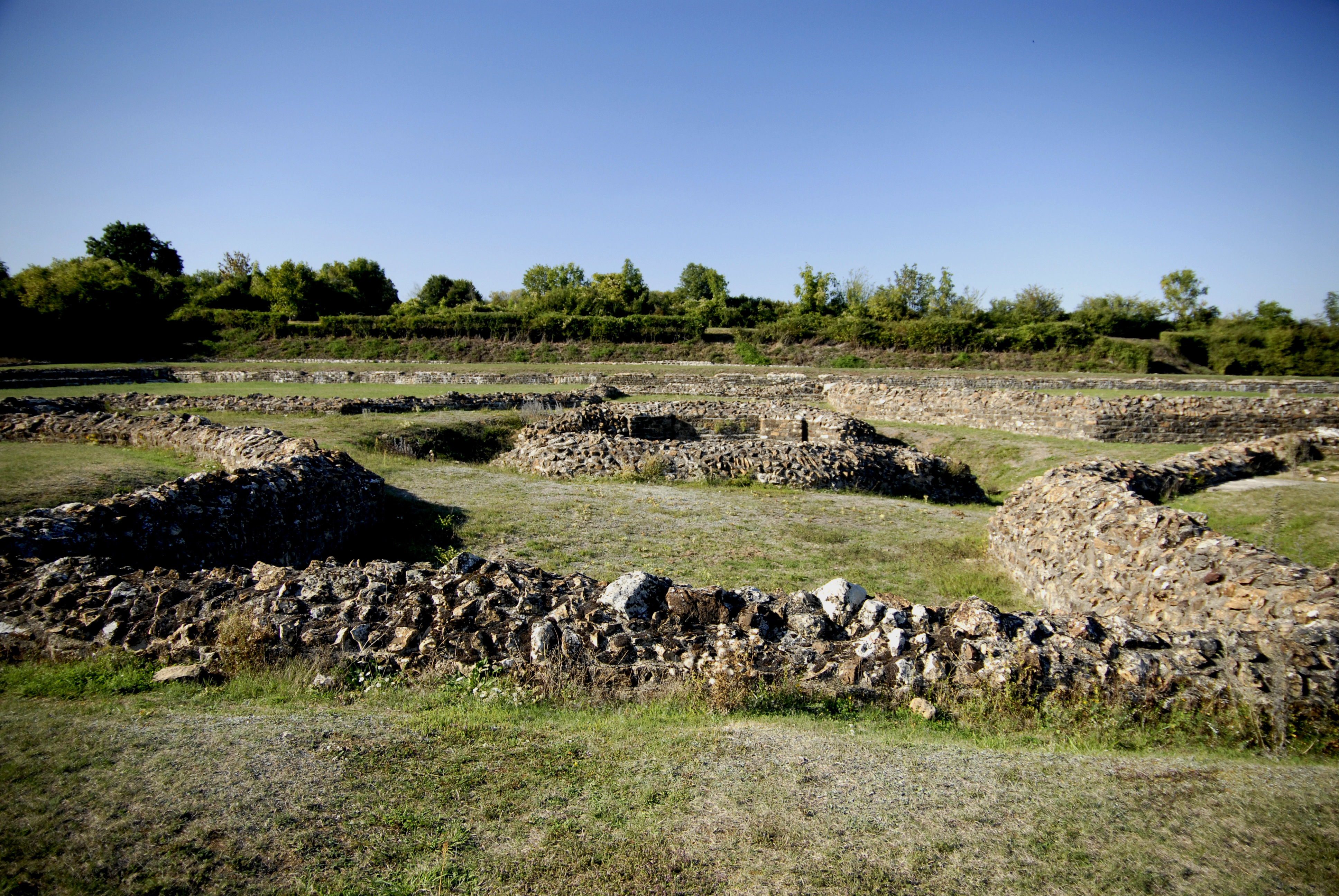
CELLA mit kreuzförmigem Arkadenumgang
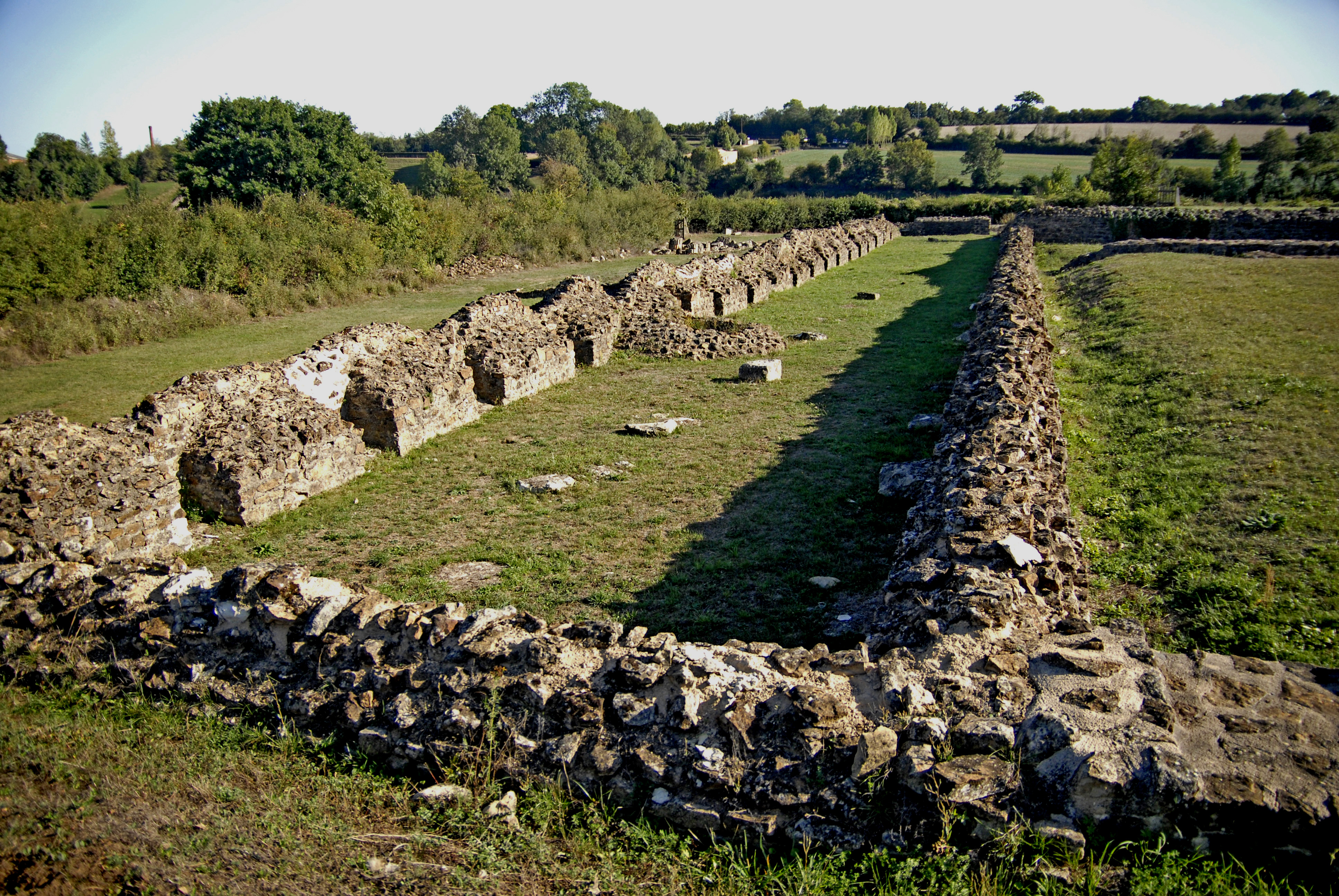
Östlicher Arkadenumgang, Untergeschoss, rechts Arkadenhof

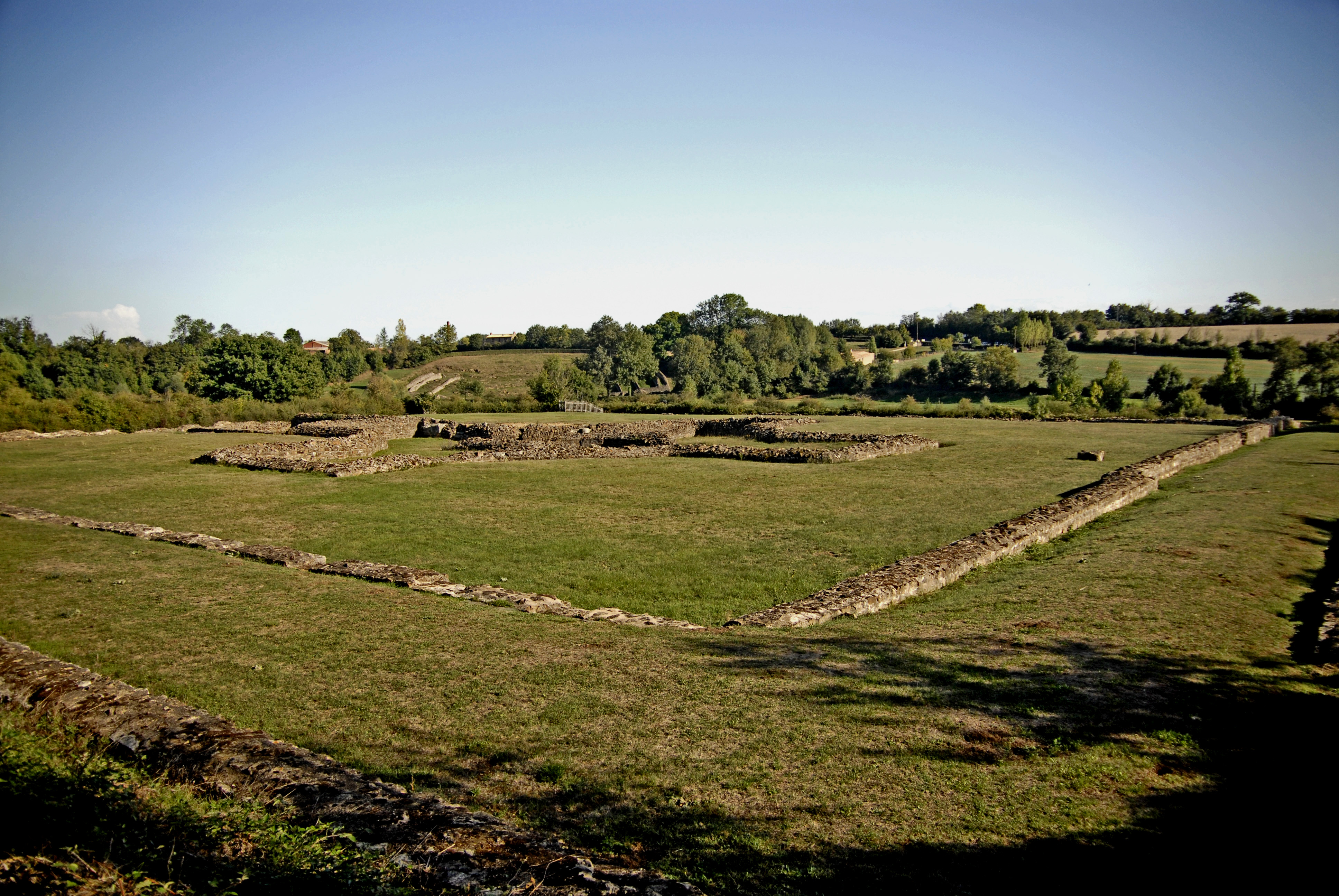
Tempelbezirk, Überblick von NW

## Ähnliche Ruinenstätte
Die Ruinen von Sanxay erinnern an die Ausgrabungen des gallo-römischen Cassinomagus, mit ebensolchen ländlichen öffentlichen Thermalbädern, mit einem Amphitheater, diversen Tempeln und einem Forum, in Nähe des Dorfes Chassenon (Charente). Sichtbar sind dort hauptsächlich die Thermenanlagen, allerdings in wesentlich größerer Ausdehnung und besserem Erhaltungszustand.

## Belege
1. ↑  Ausgrabungen, archäologische. In: Meyers Konversations-Lexikon. 4. Auflage. Band 2, Verlag des Bibliographischen Instituts, Leipzig/Wien 1885–1892,  S. 116.

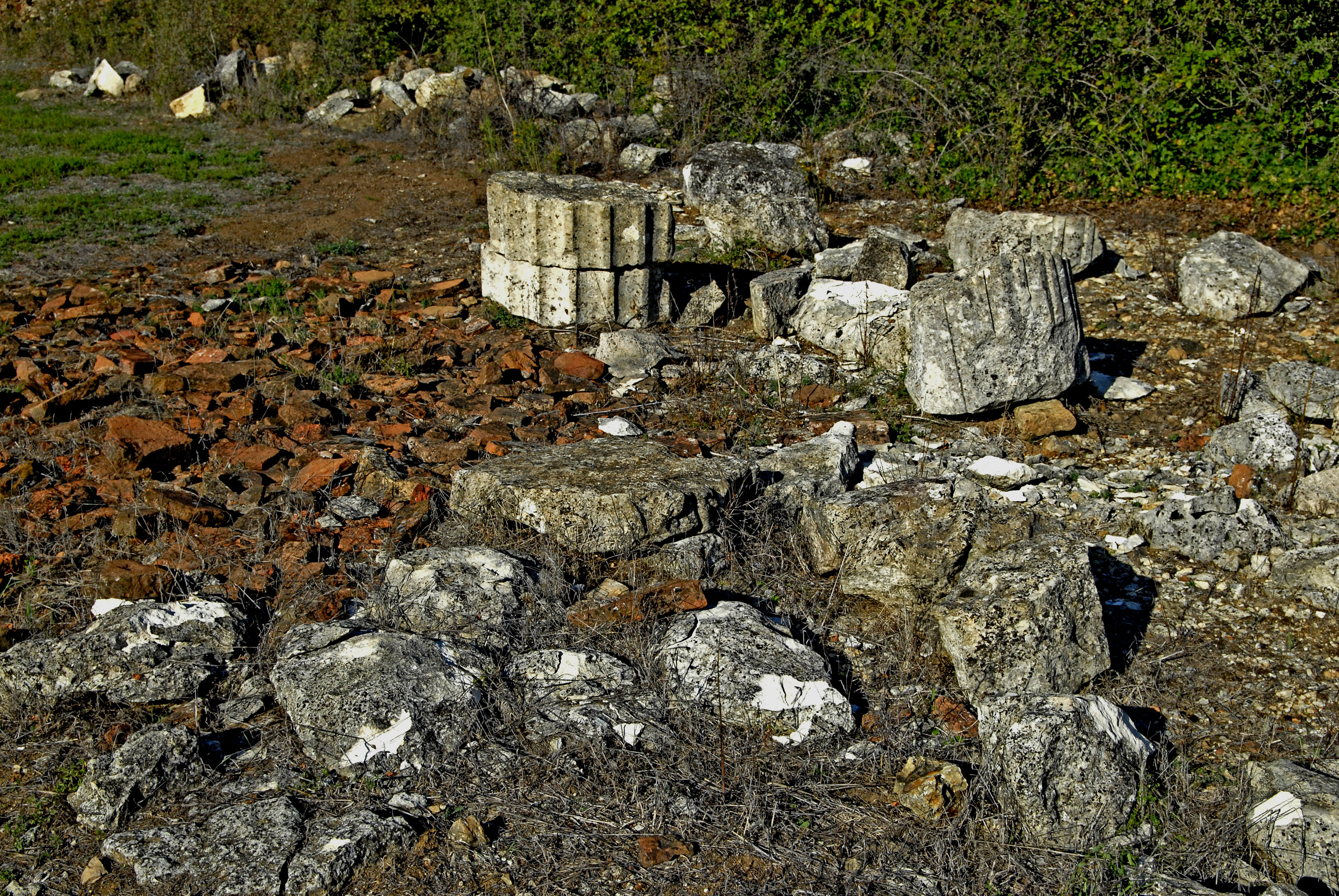
Tempelbezirk, Reste von Säulentrommeln, z. B. vom CELLA-Umgang

Aus dem Museumskiosk, zur Einsicht ausgehändigt:
- 5 Informationsblätter handschriftlich (c 94 – S.Syga),
- Lageplan der Grabungsbefunde (1881–1883, 1970, 1990),
- Grundriss der Thermenanlage (Grabungsbefunde), Grundriss Amphitheater Grabungsbefunde
- Diverse Rekonstruktionsskizzen des Tempels, der Arena und der Thermen.